# COROT-1b
COROT-1b (anteriormente denominado COROT-Exo-1b) es un planeta extrasolar a alrededor de 1.560 años-luz de distancia en la constelación de Monoceros. El planeta fue descubierto en órbita alrededor de la estrella enana amarilla COROT-1 mayo de 2007. El planeta fue el primer descubrimiento hecho por la Misión COROT francesa.

## Detección y descubrimiento

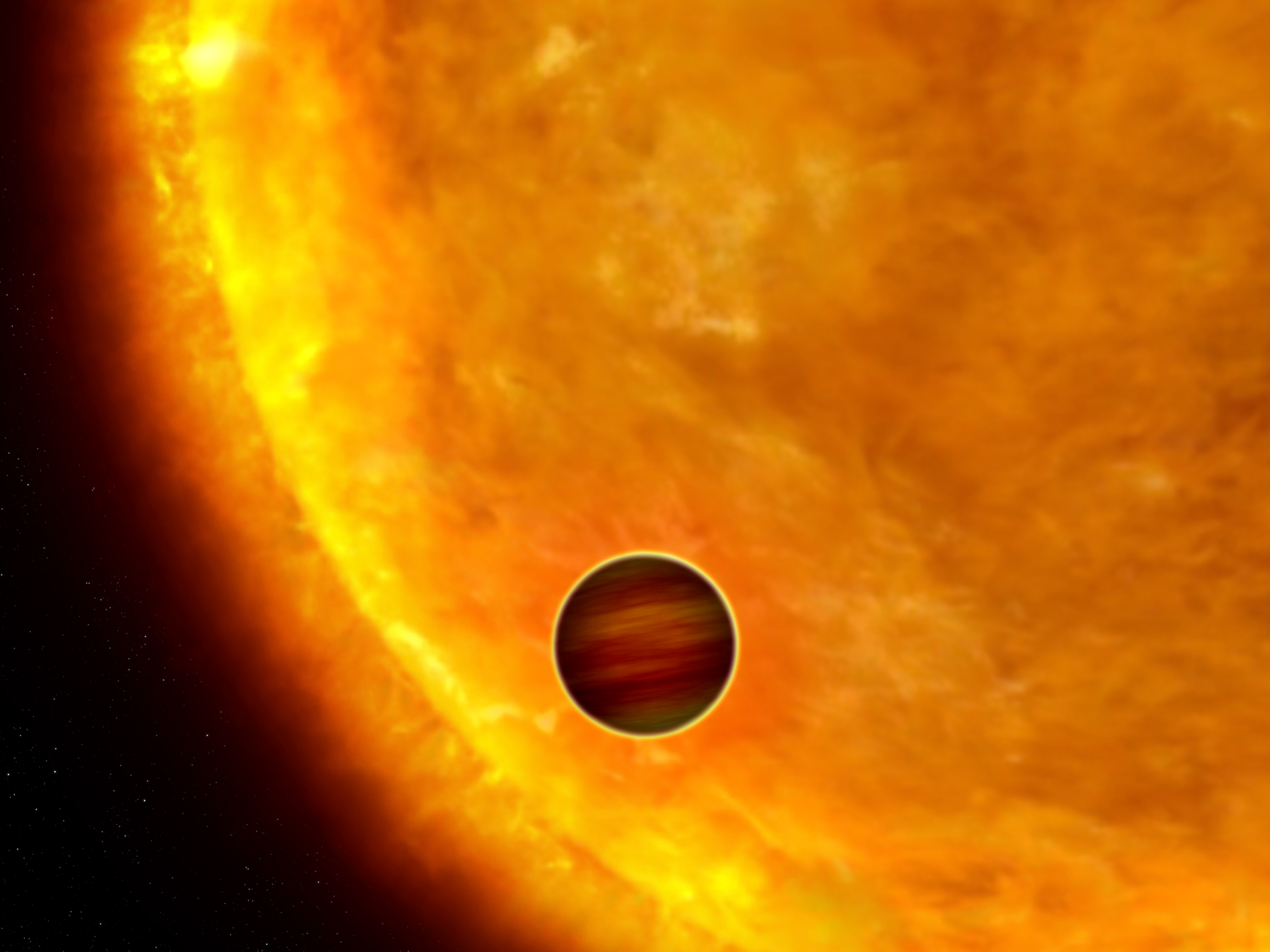
Impresión artística de COROT-1b mientras pasa por delante de su estrella madre

El planeta fue anunciada por la misión COROT ( un proyecto de CNES con la participación de la Agencia Espacial Europea). El planeta, uno de los más grande conocidos es un enorme Júpiter caliente, de alrededor de 1,49 veces el radio de Júpiter y aproximadamente 1.03 veces más masivo, basado en observaciones terrestres de la estrella. Su enorme tamaño se debe a su baja densidad combinada con el intenso calor de su estrella madre que causan que las capas exteriores de la atmósfera se hinchen.

## La observación de las fases
En mayo de 2009 COROT-1b se convirtió en el primer planeta extrasolar en que se observaron las fases en ópticas visibles (en lugar de infrarrojos). Estas observaciones sugieren que no hay transferencia de calor significativa entre la noche (anclaje por marea) y los lados del día el planeta.